# Glavlit
Direção-Geral de Assuntos Literários e Editoriais (em inglês:  Main Administration for Literary and Publishing Affairs) ou Glavlit (em russo:  Главлит) era o órgão oficial de censura e de proteção de segredos de estado na União Soviética, fundado oficialmente em 1922, que funcionou até 1991. Embora o nome daquela organização tenha mudado para Direção-Geral de Proteção dos Segredos de Estado na Imprensa (em inglês:  Main Administration for Safeguarding State Secrets in the Press), o acrônimo Glavlit continuou a ser utilizado nos anos 1980. A Glavlit era ligada ao Ministério de Instrução Pública e foi rigorosa durante o stalinismo, onde em cada Redação havia dois censores examinando artigos e fotografias. Ela transformou-se em uma enorme burocracia empregando cerca de 70.000 pessoas para selecionar o conteúdo dos meios de comunicação de massa e de todas as publicações estrangeiras trazidas para a URSS. Este órgão também exercia a censura pós-publicação.